# Eccymatoge callizona
Eccymatoge callizona là một loài bướm đêm trong họ Geometridae.